# 전북특별자치도의 문화재자료 (제1호 ~ 제100호)
전북특별자치도 문화재자료는 문화재자료 중에서 전북특별자치도 내에 있는 문화재자료를 의미한다.

## 지정목록

### 제1호 ~ 제100호
| 번호  | 사진 | 명칭                                    | 소재지                                     | 관리자 (단체)  | 지정일                                                                      | 참조 |
| 1호   |      | 남고사지                                | 전북 전주시 완산구 동서학2가 724번지/del>  |                | 1984년 4월 1일 지정, 1985년 8월 16일 해제, 전북 기념물 제72호로 재지정      |      |
| 2호   |      | 동고사 (東固寺)                         | 전북 전주시 완산구 교동1가 산10            | 동고사         | 1984년 4월 1일 지정                                                         |      |
| 3호   |      | 학소암 (鶴巢庵)                         | 전북 전주시 완산구 평화동 2가 산 51번지    | 학소암         | 1984년 4월 1일 지정                                                         |      |
| 4호   |      | 화산서원비 (華山書院碑)                 | 전북 전주시 완산구 중화산동 산 33-2번지    | 전주시         | 1984년 4월 1일 지정                                                         |      |
| 5호   |      | 관성묘 (關聖廟)                         | 전북 전주시 완산구 동서학동 2가 613번지    | 모성희         | 1984년 4월 1일 지정                                                         |      |
| 6호   |      | 천양정 (穿楊亭)                         | 전북 전주시 중화산동 1가 196번지           | 김래진         | 1984년 4월 1일 지정                                                         |      |
| 7호   |      | (미상)                                  |                                            |                |                                                                             |      |
| 8호   |      | 추천대 (楸川臺)                         | 전북 전주시 덕진구 팔복동3가 26            | 전주이씨종중   | 1984년 4월 1일 지정                                                         |      |
| 9호   |      | 서서학동석불입상 (西棲鶴洞石佛立像)     | 전북 전주시 완산구 서서학동 345번지        | 김수희         | 1984년 4월 1일 지정                                                         |      |
| 10호  |      | 인후동석불입상 (麟後洞石佛立像)         | 전북 전주시 덕진구 인후동1가 146-1(용화사) | 김격선         | 1984년 4월 1일 지정                                                         |      |
| 11호  |      | 반곡서원 (盤谷書院)                     | 전북 전주시 완산구 동서학동 2가 210번지    | 이준형         | 1984년 4월 1일 지정                                                         |      |
| 12호  |      | 황강서원 (黃岡書院)                     | 전북 전주시 완산구 효자동 3가 295-3번지    | 이존칠         | 1984년 4월 1일 지정                                                         |      |
| 13호  |      | 모현동부도 (慕懸洞浮屠)                 | 전북 익산시 모현동1가 719                  | 하규호         | 1984년 4월 1일 지정                                                         |      |
| 14호  |      | 진안향교대성전 (鎭安鄕校大成殿)         | 전북 진안군 진안읍 군상리 527-1            | 향교재단       | 1984년 4월 1일 지정                                                         |      |
| 15호  |      | 영모정 (永慕亭)                         | 전북 진안군 백운면 노촌리 676              | 거창신씨종중   | 1984년 4월 1일 지정                                                         |      |
| 16호  |      | 수선루 (睡仙樓)                         | 전북 진안군 마령면 강정리 산57             | 송씨종중       | 1984년 4월 1일 지정, 2019년 12월 30일 해제, 보물 제2055호로 승격            |      |
| 17호  |      | 용담향교대성전 (龍潭鄕校大成殿)         | 전북 진안군 동향면 능금리 2202             | 향교재단       | 1984년 4월 1일 지정                                                         |      |
| 18호  |      | 와룡암 (臥龍庵)                         | 전북 진안군 주천면 주양리 135              | 광산김씨종중   | 1984년 4월 1일 지정                                                         |      |
| 19호  |      | (미상)                                  |                                            |                |                                                                             |      |
| 20호  |      | 영천서원 (寧川書院)                     | 전북 임실군 지사면 영천리 203              | 안재연         | 1984년 4월 1일 지정                                                         |      |
| 21호  |      | 주암서원 (舟岩書院)                     | 전북 임실군 지사면 방계리 713-1            | 전주최씨최용호 | 1984년 4월 1일 지정                                                         |      |
| 22호  |      | 신안서원 (新安書院)                     | 전북 임실군 임실읍 신안리 447              | 한도수         | 1984년 4월 1일 지정                                                         |      |
| 23호  |      | 신흥사대웅전 (新興寺大雄殿)             | 전북 임실군 관촌면 상월리 360              | .              | 1984년 4월 1일 지정, 1985년 8월 16일 해제, 전북 유형문화재 제112호로 재지정 |      |
| 24호  |      | 해월암 (海月庵)                         | 전북 임실군 오수면 대명리 715              | 해월암         | 1984년 4월 1일 지정                                                         |      |
| 25호  |      | 죽림암 (竹林庵)                         | 전북 임실군 임실읍 성가리 525              | 죽림암         | 1984년 4월 1일 지정                                                         |      |
| 26호  |      | 임실향교대성전 (任實鄕校大成殿)         | 전북 임실군 임실읍 이도리 812              | 향교재단       | 1984년 4월 1일 지정                                                         |      |
| 27호  |      | 신광사대웅전 (新光寺大雄殿)             | 전북 장수군 천천면 와룡리 16               | .              | 1984년 4월 1일 지정, 1985년 8월 16일 해제, 전북 유형문화재 제113호로 재지정 |      |
| 28호  |      | (미상)                                  |                                            |                |                                                                             |      |
| 29호  |      | (미상)                                  |                                            |                |                                                                             |      |
| 30호  |      | (미상)                                  |                                            |                |                                                                             |      |
| 31호  |      | 월강사 (月岡祠)                         | 전북 장수군 장계면 월강리 562-1            | 김순지         | 1986년 9월 8일 지정                                                         |      |
| 32호  |      | 어서각 (御書閣)                         | 전북 장수군 번암면 노단리 1118-1           | 장종연         | 1984년 4월 1일 지정                                                         |      |
| 33호  |      | 금남군정충신영정각 (錦南君鄭忠信影幀閣) | 전북 장수군 장계면 금곡리 413-4            | 정주석         | 1984년 4월 1일 지정                                                         |      |
| 34호  |      | 화산사 (華山祠)                         | 전북 장수군 계남면 화음리 136              | 박대식         | 1984년 4월 1일 지정                                                         |      |
| 35호  |      | 압계서원 (鴨溪書院)                     | 전북 장수군 산서면 학선리 산76             | 육종영, 육동수 | 1984년 4월 1일 지정                                                         |      |
| 36호  |      | 창계서원 (創溪書院)                     | 전북 장수군 장수읍 선창리 566-1            | 배윤창         | 1984년 4월 1일 지정                                                         |      |
| 37호  |      | (미상)                                  |                                            |                |                                                                             |      |
| 38호  |      | 정충복비 (丁忠僕碑)                     | 전북 장수군 장수읍 장수리 203-1            | 향교재단       | 1985년 8월 16일 지정                                                        |      |
| 39호  |      | (미상)                                  |                                            |                |                                                                             |      |
| 40호  |      | 수열비 (樹烈碑)                         | 전북 장수군 계남면 화음리 935-4            | 장수군         | 1984년 4월 1일 지정                                                         |      |
| 41호  |      | 원흥석불입상 (元興石佛立像)             | 전북 장수군 산서면 마하리 477-1            | 김용호         | 1985년 8월 16일 지정                                                        |      |
| 42호  |      | (미상)                                  |                                            |                |                                                                             |      |
| 43호  |      | (미상)                                  |                                            |                |                                                                             |      |
| 44호  |      | (미상)                                  |                                            |                |                                                                             |      |
| 45호  |      | 선원사대웅전 (禪院寺大雄殿)             | 전북 남원시 도통동 392                     | 선원사         | 1984년 4월 1일 지정                                                         |      |
| 46호  |      | (미상)                                  |                                            |                |                                                                             |      |
| 47호  |      | (미상)                                  |                                            |                |                                                                             |      |
| 48호  |      | 대복사극락전 (大福寺極樂殿)             | 전북 남원시 왕정동 283                     | 대복사         | 1984년 4월 1일 지정                                                         |      |
| 49호  |      | (미상)                                  |                                            |                |                                                                             |      |
| 50호  |      | 운봉향교대성전 (雲峰鄕校大成殿)         | 전북 남원시 운봉읍 산덕리 600              | 향교재단       | 1984년 4월 1일 지정                                                         |      |
| 51호  |      | 창주서원 (滄州書院)                     | 전북 남원시 도통동 315                     | 노진           | 1984년 4월 1일 지정                                                         |      |
| 52호  |      | 유천서원 (楡川書院)                     | 전북 남원시 주생면 영천리 187              | 방화원         | 1984년 4월 1일 지정                                                         |      |
| 53호  |      | 용장서원 (龍章書院)                     | 전북 남원시 주생면 상동리 644              | 양상욱         | 1984년 4월 1일 지정                                                         |      |
| 54호  |      | 풍계서원 (楓溪書院)                     | 전북 남원시 대강면 풍산리 137              | 김수복         | 1984년 4월 1일 지정                                                         |      |
| 55호  |      | 호암서원 (湖岩書院)                     | 전북 남원시 덕과면 만도리 682-1            | 소병완         | 1984년 4월 1일 지정                                                         |      |
| 56호  |      | 오리정 (五里亭)                         | 전북 남원시 사매면 월평리 27               | 남원시         | 1984년 4월 1일 지정                                                         |      |
| 57호  |      | 유애묘 (遺愛廟)                         | 전북 남원시 동충동 186                     | 이한왕         | 1984년 4월 1일 지정                                                         |      |
| 58호  |      | 구천사 (龜川祠)                         | 전북 남원시 주생면 제천리 688              | 박정인         | 1984년 4월 1일 지정                                                         |      |
| 59호  |      | 십로사 (十老祠)                         | 전북 남원시 대강면 생암리 산47-1           | 장수호         | 1984년 4월 1일 지정                                                         |      |
| 60호  |      | 창덕암삼층석탑 (昌德庵三層石塔)         | 전북 남원시 산동면 부절리 산107(중절마을)  | 창덕암         | 1984년 4월 1일 지정                                                         |      |
| 61호  |      | 과립석불두및좌대 (科笠石佛頭 및 坐臺)   | 전북 남원시 이백면 과립리 520-1            | 김희원         | 1984년 4월 1일 지정, 1987년 4월 28일 해제, 전북 유형문화재 제61호로 재지정  |      |
| 62호  |      | 미륵암석불입상 (彌勒庵石佛立象)         | 전북 남원시 이백면 효기리 123              | 김화종         | 1984년 4월 1일 지정                                                         |      |
| 63호  |      | (미상)                                  |                                            |                |                                                                             |      |
| 64호  |      | 덕음암석불좌상 (德蔭庵石佛坐象)         | 전북 남원시 노암동 176(어현부락)           | 덕음암         | 1984년 4월 1일 지정                                                         |      |
| 65호  |      | 미륵암석불 (彌勒庵石佛)                 | 전북 남원시 노암동 751                     | 미륵암         | 1984년 4월 1일 지정                                                         |      |
| 66호  |      | (미상)                                  |                                            |                |                                                                             |      |
| 67호  |      | 귀래정 (歸來亭)                         | 전북 순창군 순창읍 가남리 산2-1            | 신진식         | 1984년 4월 1일 지정                                                         |      |
| 68호  |      | 순창향교대성전 (淳倉鄕校大成殿)         | 전북 순창군 순창읍 교성리 134-1            | 향교재단       | 1984년 4월 1일 지정                                                         |      |
| 69호  |      | 합미성 (合米城)                         | 전북 장수군 장수읍 사천리 177-1            | 장수군         | 1984년 4월 1일 지정, 1985년 8월 16일 해제, 전북 기념물 제75호로 재지정      |      |
| 70호  |      | 홀어머니산성 (홀어머니山城)             | 전북 순창군 순창읍 백산리 산55             | 순창군         | 1984년 4월 1일 지정                                                         |      |
| 71호  |      | 합미성 (合米城)                         | 전북 순창군 동계면 신흥리 산51             | 순창군         | 1984년 4월 1일 지정                                                         |      |
| 72호  |      | 낙덕정 (樂德亭)                         | 전북 순창군 복흥면 상송리 산4              | 울산김씨종중   | 1984년 4월 1일 지정                                                         |      |
| 73호  |      | 정읍향교대성전 (井邑鄕校大成殿)         | 전북 정읍시 장명동 39-2                    | 향교재단       | 1984년 4월 1일 지정                                                         |      |
| 74호  |      | 고부향교대성전 (古阜鄕校大成殿)         | 전북 정읍시 고부면 고부리 166              | 향교재단       | 1984년 4월 1일 지정                                                         |      |
| 75호  |      | 태인향교대성전 (泰仁鄕校大成殿)         | 전북 정읍시 태인면 태성리 581              | 향교재단       | 1984년 4월 1일 지정                                                         |      |
| 76호  |      | 남고서원 (南皐書院)                     | 전북 정읍시 북면 보림리 537                | 이동운         | 1984년 4월 1일 지정                                                         |      |
| 77호  |      | 동죽서원 (東竹書院)                     | 전북 정읍시 덕천면 상학리 산13-1           | 전주최씨종중   | 1984년 4월 1일 지정                                                         |      |
| 78호  |      | 창동서원 (滄東書院)                     | 전북 정읍시 이평면 창동리 609-1            | 부안김씨종중   | 1984년 4월 1일 지정                                                         |      |
| 79호  |      | 도계서원 (道溪書院)                     | 전북 정읍시 이평면 도계리 84-1             | 의성김씨종중   | 1984년 4월 1일 지정                                                         |      |
| 80호  |      | 정읍정충사지 (井邑旌忠祠址)             | 전북 정읍시 흑암동 597                     | .              | 1984년 4월 1일 지정, 1985년 8월 16일 해제, 전북 기념물 제74호로 재지정      |      |
| 81호  |      | 고암서원묘정비 (考巖書院廟庭碑)         | 전북 정읍시 상평동 378                     | 정읍교육청     | 1984년 4월 1일 지정                                                         |      |
| 82호  |      | 망제동석불입상 (望帝洞石佛立像)         | 전북 정읍시 망제동 산75-1                  | .              | 1984년 4월 1일 지정, 1985년 8월 16일 해제, 전북 유형문화재 제118호로 재지정 |      |
| 83호  |      | 여산향교대성전 (礪山鄕校大成殿)         | 전북 익산시 여산면 여산리 101-1            | 향교재단       | 1984년 4월 1일 지정                                                         |      |
| 84호  |      | 익산향교대성전 (益山鄕校大成殿)         | 전북 익산시 금마면 동고도리 389-1          | .              | 1984년 4월 1일 지정, 1985년 8월 16일 해제, 전북 유형문화재 제115호로 재지정 |      |
| 85호  |      | 함열향교대성전 (咸悅鄕校大成殿)         | 전북 익산시 함라면 함열리 579              | 향교재단       | 1984년 4월 1일 지정                                                         |      |
| 86호  |      | 용안향교대성전 (龍安鄕校大成殿)         | 전북 익산시 용안면 교동리 163-1            | 향교재단       | 1984년 4월 1일 지정                                                         |      |
| 87호  |      | 심곡사대웅전 (深谷寺大雄殿)             | 전북 익산시 낭산면 낭산리 176              | 심곡사         | 1984년 4월 1일 지정                                                         |      |
| 88호  |      | 남원사미륵전 (南原寺彌勒殿)             | 전북 익산시 여산면 제남리 224              | 남원사         | 1984년 4월 1일 지정                                                         |      |
| 89호  |      | 문수사대웅전 (文殊寺大雄殿)             | 전북 익산시 여산면 호산리 69               | 문수사         | 1984년 4월 1일 지정                                                         |      |
| 90호  |      | 백운사보현전 (白雲寺普賢殿)             | 전북 익산시 여산면 호산리 65               | 백운사         | 1984년 4월 1일 지정, 1996년 3월 29일 해제, 화재로 소실                      |      |
| 91호  |      | 불지사대웅전 (佛智寺大雄殿)             | 전북 군산시 나포면 장상리 836              | .              | 1984년 4월 1일 지정, 1985년 8월 16일 해제, 전북 유형문화재 제117호로 재지정 |      |
| 92호  |      | 고산향교대성전 (高山鄕校大成殿)         | 전북 완주군 고산면 읍내리 144              | .              | 1984년 4월 1일 지정, 1985년 8월 16일 해제, 전북 유형문화재 제116호로 재지정 |      |
| 93호  |      | 부안향교대성전 (扶安鄕校大成殿)         | 전북 부안군 부안읍 서외리 266              | 향교재단       | 1984년 4월 1일 지정                                                         |      |
| 94호  |      | (미상)                                  |                                            |                |                                                                             |      |
| 95호  |      | 임피향교대성전 (臨陂鄕校大成殿)         | 전북 군산시 임피면 읍내리 538              | 향교재단       | 1984년 4월 1일 지정                                                         |      |
| 96호  |      | 옥구향교대성전 (沃溝鄕校大成殿)         | 전북 군산시 옥구읍 상평리 626              | 향교재단       | 1984년 4월 1일 지정                                                         |      |
| 97호  |      | (미상)                                  |                                            |                |                                                                             |      |
| 98호  |      | 고창향교 대성전 (高敞鄕校 大成殿)       | 전북 고창군 고창읍 교촌리 248-1            | 향교재단       | 1985년 8월 1일 지정                                                         |      |
| 99호  |      | (미상)                                  |                                            |                |                                                                             |      |
| 100호 |      | (미상)                                  |                                            |                |                                                                             |      |